# 14 septembre dans les chemins de fer
14 août 14 octobre
Chronologies thématiques
- Croisades
- Sports
- Disney

Cette page concerne les événements qui se sont déroulés un 14 septembre dans les chemins de fer.

## XIXesiècle
- 1859 : au Portugal, José de Salamanca crée la Companhia Real dos Caminhos de Ferro Portugueses (CRP)
- 1863 : aux États-Unis en Californie, première circulation d'un train sur la ligne alors en construction de San-Francisco à San-Jose (San-Francisco & San-Jose rail road company)

## XXesiècle
- 1932 : en Algérie française, à Tlemcen, sur la ligne Oran-Oujda à Turenne, par suite de l'effondrement d'un talus miné par les pluies, un train transportant environ 500 légionnaires de Sidi-bel-Abbès envoyés en renfort au Maroc s'écrase dans un ravin de 85 mètres. On dénombre 55 morts et 283 blessés[1].
- 1981 : en France, mise en service du prolongement de la ligne B du métro de Lyon entre Part-Dieu et Jean Macé.